# Дудник Микола Олексійович
Микола Олексійович Дудник (18 серпня 1920, Іванівка Друга — 10 липня 2007) — радянський вчений в галузі селекції винограду і виноградного розсадництва. Кандидат сільськогосподарських наук з 1960 року, професор з 1980 року.

## Біографія
Народився 18 серпня 1920 року в селі Іванівці Другій (нині Назаренки Царичанського району Дніпропетровської області). Учасник Другої світової війни. 1952 року закінчив факультет плодівництва і виноградарства Одеського сільськогосподарського інституту. Від 1955 року — старший науковий співробітник Українського науково-дослідного інституту виноградарства і виноробства (Одеса). Член КПРС з 1958 року. У 1957–1997 роках — в Одеському сільськогосподарському інституті: з 1968 року — завідувач кафедрою виноградарства.
Нагороджений орденами Червоної Зірки (22 жовтня 1944), Червоного Прапора (14 червня 1945), Вітчизняної війни 1-го ступеня (23 грудня 1985) та «Знак Пошани».

## Наукова діяльність
Досліджував шляхи збільшення виходу підщепної лози, вивчив вплив фізіологічно активних речовин на вихід і якість щеплених саджанців, характер успадкування господарсько цінних ознак та властивостей при внутрішньовидовому схрещуванні в межах виду Vitis vinifera. Співавтор 12 нових столових сортів винограду, з яких 2 (Мрія, Янтар ОСХІ) районовані в Одеській області. Автор близько 60 наукових статей та навчально-методичних посібників, власник 5 авторських свідоцтв. Серед робіт:
- Развитие и тенденции на лозарството в Украинска ССР. — В кн.: Проблеми на лозарство. София, 1971 (у співавторстві);
- Ампелография и селекция винограда. — Одесса, 1980;
- Виноградарство: Підручник. К., 1999 (у співавторстві).